# Patrimoni dell'umanità del Marocco
I patrimoni dell'umanità del Marocco sono i siti dichiarati dall'UNESCO come patrimonio dell'umanità in Marocco, che è divenuto parte contraente della Convenzione sul patrimonio dell'umanità il 28 ottobre 1975.
Al 2022 i siti iscritti nella Lista dei patrimoni dell'umanità sono nove, mentre tredici sono le candidature per nuove iscrizioni. Il primo sito iscritto nella lista è stata nel 1981 la Medina di Fès, durante la quinta sessione del comitato del patrimonio mondiale. Gli altri siti furono aggiunti nel 1985, 1987, 1996, 1997 (due), 2001, 2004 e 2012. Tutti i siti sono considerati culturali, secondo i criteri di selezione.

## Siti del Patrimonio mondiale
| Foto | Sito                                                          | Luogo                 | Tipo                             | Anno | Descrizione |
| ---- | ------------------------------------------------------------- | --------------------- | -------------------------------- | ---- | --- |
|      | Medina di Fès                                                 | Fès                   | Culturale (170; ii, v)           | 1981 | Fondata nel IX secolo, Fès raggiunse il suo apice nel XIII-XIV secolo sotto i Merinidi, quando sostituì Marrakech come capitale del regno. Il tessuto urbano e i principali monumenti della medina – madrase, fondouk, palazzi, residenze, moschee e fontane – risalgono a questo periodo. Sebbene la capitale politica del Marocco sia stata trasferita a Rabat nel 1912, Fès ha mantenuto il suo status di centro culturale e spirituale del paese. |
|      | Medina di Marrakech                                           | Marrakech             | Culturale (331; i, ii, iv, v)    | 1985 | Fondata nel 1070–72 dagli Almoravidi, Marrakech rimase per un lungo periodo un centro politico, economico e culturale. La sua influenza si fece sentire in tutto il mondo musulmano occidentale, dal Nord Africa all'Andalusia. Ha diversi monumenti impressionanti risalenti a quel periodo: la Moschea della Koutoubia, la Casba, le mura, le porte monumentali, i giardini, ecc. I gioielli architettonici successivi includono il Palazzo El Badi, la Madrasa di Ben Youssef, le Tombe sa'diane, diverse grandi residenze e la piazza Jamaa el Fna, un vero teatro all'aperto. |
|      | Ksar di Ait-Ben-Haddou                                        | Télouet               | Culturale (444; iv. v)           | 1987 | Lo ksar, un gruppo di edifici di terra circondati da alte mura, è un tradizionale tipo di abitato pre-sahariano. Le case si accalcano entro le mura difensive, rinforzate da torri angolari. Ait-Ben-Haddou è un esempio lampante dell'architettura del sud del Marocco. |
|      | Città storica di Meknès                                       | Meknès                | Culturale (793; iv)              | 1996 | Fondata nell'XI secolo dagli Almoravidi come insediamento militare, Meknès divenne una capitale sotto il sultano Mulay Isma'il (1672–1727), fondatore della dinastia alawide. Il sultano ne fece un'imponente città in stile ispano-moresco, cinta da alte mura con grandi porte, dove ancora oggi è evidente l'armoniosa fusione degli stili islamico ed europeo del Maghreb del XVII secolo. |
|      | Sito archeologico di Volubilis                                | Moulay Idriss Zerhoun | Culturale (836; ii, iii, iv, vi) | 1997 | La capitale mauritana, fondata nel III secolo a.C., divenne un importante avamposto dell'Impero Romano e fu abbellita da molti bei palazzi. Di questi vasti resti sopravvivono nel sito archeologico, situato in una fertile area agricola. Volubilis sarebbe poi diventata per breve tempo la capitale di Idris I, fondatore della dinastia idriside, che è sepolto nella vicina Moulay Idriss. |
|      | Medina di Tétouan (già nota come Titawin)                     | Tétouan               | Culturale (837; ii, iv, v)       | 1997 | Tétouan fu di particolare importanza nel periodo islamico, dall'VIII secolo in poi, poiché fungeva da principale punto di contatto tra il Marocco e l'Andalusia. Dopo la Reconquista, la città fu ricostruita dai profughi andalusi che erano stati espulsi dagli spagnoli. Ciò è ben illustrato dalla sua arte e architettura, che rivelano una chiara influenza andalusa. Sebbene sia una delle più piccole medine marocchine, Tétouan è senza dubbio la più completa ed è rimasta in gran parte inalterata dalle successive influenze esterne. |
|      | Medina di Essaouira (già Mogador)                             | Essaouira             | Culturale (753; ii, iv)          | 2001 | Essaouira è un eccezionale esempio di città fortificata della fine del XVIII secolo, costruita secondo i principi dell'architettura militare europea contemporanea in un contesto nordafricano. Fin dalla sua fondazione è stato un importante porto marittimo commerciale internazionale, collegando il Marocco e il suo entroterra sahariano con l'Europa e il resto del mondo. |
|      | Città portoghese di Mazagan (El Jadida)                       | El Jadida             | Culturale (1058; ii, iv)         | 2004 | La fortificazione portoghese di Mazagan, ora parte della città di El Jadida, fu costruita come colonia fortificata sulla costa atlantica all'inizio del XVI secolo. Fu conquistata dai marocchini nel 1769. La fortificazione con i suoi bastioni è un primo esempio di progetto militare rinascimentale. Gli edifici portoghesi sopravvissuti includono la cisterna e la Chiesa dell'Assunta, costruita nello stile manuelino dell'architettura tardo gotica. La città portoghese di Mazagan - uno dei primi insediamenti degli esploratori portoghesi nell'Africa occidentale sulla rotta per l'India - è un eccezionale esempio dell'interscambio di influenze tra la cultura europea e quella marocchina, ben riflessa nell'architettura, nella tecnologia e nell'urbanistica.                                                        |
|      | Rabat, capitale moderna e città storica: un'eredità condivisa | Rabat                 | Culturale (1401; ii, iv)         | 2012 | Il sito, prodotto di un fertile scambio tra il passato arabo-musulmano e il modernismo occidentale, comprende la nuova città concepita e costruita sotto il protettorato francese dal 1912 agli anni '30, comprese le aree reali e amministrative, gli sviluppi residenziali e commerciali e i giardini botanici e di piacere Jardins d'Essais. Comprende anche parti più antiche della città risalenti al XII secolo. La città nuova è uno dei più grandi e ambiziosi progetti urbani moderni realizzati in Africa nel XX secolo e probabilmente il più completo. Le parti più antiche includono la Moschea di Hassan (iniziata nel 1184) e i bastioni e le porte almohade, le uniche parti sopravvissute del progetto per una grande capitale del califfato almohade, nonché resti del principato moresco, o andaluso, del XVII secolo. |

## Siti candidati
| Foto | Sito                                                             | Luogo                                            | Tipo                              | Anno       | Descrizione |
| ---- | ---------------------------------------------------------------- | ------------------------------------------------ | --------------------------------- | ---------- | --- |
|      | Moulay Idriss Zerhoun                                            | Moulay Idriss Zerhoun                            | Culturale (450; ii, iv, vi)       | 01/07/1995 | Città fondata sul monte Zerhoun da Idris I, fondatore del primo stato islamico in Marocco alla fine del VII secolo. Ha un carattere spirituale che ha permesso l'istituzione di numerosi monumenti religiosi e santuari, il più importante dei quali è il mausoleo di Moulay Idriss. La città è caratterizzata da un'elaborata architettura islamica progettata in uno stile perfettamente integrato nell'ambiente culturale locale. |
|      | Taza e la Grande Moschea                                         | Taza                                             | Culturale (451; ii)               | 01/07/1995 | Taza è un'antica città la cui importanza risale al periodo almohade (XII secolo) durante il quale furono costruite diverse opere difensive (mura e bastioni) ed in particolare la grande moschea che custodisce un importante lampadario importato dall'Andalusia in seguito alla battaglia di Alarcos. Importante crocevia tra l'Oriente e l'Occidente del paese, la posizione strategica della città posta in altura in uno stretto valico le conferisce una vicenda storica che abbraccia diversi secoli.                                                             |
|      | Moschea di Tinmal                                                | Tinmal                                           | Culturale (452; ii, v)            | 01/07/1995 | La moschea di Tinmal fu costruita nella regione dell'Alto Atlante in memoria di Mahdi Ibn Tumart, fondatore della dinastia almohade (XII secolo). Questa moschea è stata costruita secondo uno stile andaluso magrebino che combina la raffinatezza della tradizione architettonica e le tecniche di costruzione locali. |
|      | Città di Lixus                                                   | Larache                                          | Culturale (456; ii, iii, iv)      | 01/07/1995 | La città di Lixus è, secondo molti autori antichi, una delle prime città del Mediterraneo occidentale. Si trova alla foce dell'uadi Loukkos, di fronte alla moderna città di Larache. Gli scavi archeologici hanno mostrato che il sito fu occupato dall'VIII secolo a.C. al XIV secolo d.C. e comprendeva un grande complesso industriale di salatura. La stratigrafia del sito comprende 5 fasi principali: fenicia, punica, mauritana, romana e post-romana e un'ultima fase islamica.                                                                                |
|      | El Gour                                                          | Ait Boubidmane                                   | Culturale (458; iii)              | 01/07/1995 | Il sito di epoca protostorica (V-IV secolo a.C.) edificato a beneficio di un illustre personaggio è rappresentativo di un tipo di tumulo detto Bazina costituito da strati di blocchi di pietra tagliati e disposti regolarmente uno sopra l'altro a forma di gradini circolari. |
|      | Grotta di Taforalt                                               | Tafoughalt                                       | Culturale (459; v)                | 01/07/1995 | Sito preistorico di fama internazionale del Paleolitico (popolazione mechtoide), si tratta di una galleria profonda circa 55 metri caratterizzata da un riempimento stratigrafico che racconta l'intera storia del Paleolitico superiore del Nord Africa. In questa grotta sono state rinvenute un'importante industria litica e una necropoli composta da un centinaio di individui appartenenti al tipo mechtoide (uomo moderno del Nord Africa), popolazione risalente circa al 20 000 a.C..                                                                          |
|      | Parco naturale di Talassemtane                                   | Provincia di Chefchaouen                         | Naturale (1179; vii, x)           | 12/10/1998 | Ecosistema forestale endemico mediterraneo, unico al mondo per la sua ricchezza di specie vegetali endemiche come Abies maroccana (abete marocchino), rare o notevoli, il suo paesaggio di eccezionale bellezza (cime montuose calcaree, scogliere, gole, grotte, ecc.) domina Chefchaouen, città di tradizione andalusa. |
|      | Area dell'albero del drago ajgal                                 | Aouguenz, Arbaa Ait Ahmed, Tnine Aday            | Naturale (1180; vii, viii, ix, x) | 12/10/1998 | Ecosistema da pre-steppico a pre-forestale, unico al mondo per la sua ricchezza di specie vegetali endemiche come Dracaena draco ajgal (Albero del drago del Marocco o Ajgal) e Argania spinosa (Argania), rari o notevoli, il suo paesaggio di eccezionale bellezza (con le imponenti pareti rocciose dei Jebel Imzi e Jebel Adad Medni) è esaltato dalla presenza di pitture rupestri eseguite con la resina estratta dal tronco dell'albero del drago. |
|      | Laguna di Khenifiss                                              | Akhfennir                                        | Naturale (1182; vii, x)           | 12/10/1998 | Con una superficie totale di 60 000 ettari a nord-est di Tarfaya, la laguna di Khenifiss è il gioiello del parco nazionale omonimo che offre una sorprendente diversità di biotopi in un austero ambiente desertico ma con una sontuosa bellezza paesaggistica. I valori naturali del sito sono esaltati dalla presenza di resti archeologici preistorici e storici, che negli ultimi anni sono stati studiati da ricerche multidisciplinari. |
|      | Parco nazionale di Dakhla                                        | Provincia di Oued Ed-Dahab ( Sahara Occidentale) | Naturale (1183; x)                | 12/10/1998 | Il Parco nazionale di Dakhla si estende su un'area di 14 160 km² che occupa 1/10 della provincia di Oued Ed-Dahab nel Sahara Occidentale. È famoso per la sua ricchezza di gruppi vegetali e di fauna propri delle zone a clima pre-arido. La sua costa, in particolare la penisola di Cap Blanc-Aguerguer, è nota per la sua popolazione di foche monache. |
|      | Oasi di Figuig                                                   | Figuig                                           | Culturale (5625; iii, iv, v)      | 30/05/2011 | Eredità di una lunga tradizione urbanistica e architettonica con materiali e tecniche locali come i mattoni di terra cruda, il legno di palma e la calce, Figuig è anche sintesi di apporti culturali di varia origine. Così, l'insieme costituito dai sette ksour, i palmeti a più livelli con il loro sistema di irrigazione, le particolari pratiche sociali e culturali, illustra un modo di insediamento sahariano che, nell'oasi di Figuig, ha un carattere specifico sia per l'unità dei suoi struttura sia per il rigore della sua organizzazione.               |
|      | Casablanca, città del XX secolo, incrocio d'influenze            | Casablanca                                       | Culturale (5848; ii, iv)          | 27/11/2013 | Il sito candidato è un eccezionale laboratorio sperimentale di architettura e urbanistica del '900: Casablanca ha consentito la promozione di nuove riflessioni architettoniche e la diffusione di una nuova scienza, specifica per l'Europa: l'urbanistica. Rispetto ad altre città del Marocco, Casablanca presenta alcune specificità: è un crocevia che riflette un'eccezionale sintesi di elementi di culture, epoche, modelli e ideali differenti. Questo originale mix è illustrato nel suo paesaggio urbano che le conferisce un innegabile valore patrimoniale. |
|      | Catena di oasi di Tighmert, regione pre-sahariana dell'Uadi Noun | Asrir                                            | Culturale (6159; iii, iv, v)      | 22/07/2016 | La catena di oasi di Tighmert, ricca di elementi archeologici, è stata l'agglomerato della città di Noul Lamta, capitale medievale della sponda nord-occidentale sahariana fino al XVI secolo. Si presenta oggi come una serie di palmeti, arricchita da una serie di ksour che segue il fiume Warg-n-Nun da monte a valle. Le oasi si estendono da nord-est a sud-ovest con i nomi di Ait Bakkou, Taourirt, Ait Massoud, Ait Mhamad, Ait al-Khannous, Asrir e Zraywila.                                                                                                 |